# Strada statale 73 (Polonia)
La strada statale 73 (sigla DK 73, in polacco droga krajowa 73) è una strada statale polacca che attraversa il Paese da Wiśniówka a Jasło.